# Straßenbahn Liberec
Die Straßenbahn Liberec ist ein Straßenbahnbetrieb in Tschechien. Das Netz erschließt mit derzeit zwei Linien die Stadt Liberec (Reichenberg) in Nordböhmen. Eine Überlandstrecke führt in die benachbarte Mittelstadt Jablonec nad Nisou (Gablonz an der Neiße).
Betreiber ist das kommunale Verkehrsunternehmen Dopravní podnik měst Liberce a Jablonce nad Nisou. Ursprünglich war das Netz meterspurig. Von 1990 bis 2023 wurde das Netz stufenweise auf Regelspur umgebaut.

## Geschichte
Die meterspurige Straßenbahn im damals österreichischen Reichenberg wurde am 25. August 1897 eröffnet. Sie fuhr zwischen dem Bahnhof und dem heutigen Zoo. Der Bau ging auf die Initiative zweier Fabrikanten im Jahr 1894 zurück. Diese Strecke entspricht weitestgehend der heutigen Linie 1. Im November desselben Jahres wurde sie bis zum Gasthaus Volksgarten (heute Lidové sady) am nördlichen Stadtrand verlängert. Sie wies eine Länge von 3,5 Kilometern auf und führte bis an den Rand des Isergebirges. Die Strecke war zweigleisig konzipiert worden. Aufgrund der engen Straßen verlief sie aber teilweise in zwei Straßen parallel und hatte bis zu 10 % Steigung. 1899 wurde eine zweite Linie bis in den damaligen Vorort Röchlitz (heute Rochlice) verlegt. 1904 kam eine Verlängerung dieser Strecke bis Rosenthal (heute Růžodol) hinzu. Somit war diese Linie 4,2 Kilometer lang.
1900 wurde ein einheitlicher Tarif von 12 Hellern montags bis samstags und von 20 Hellern sonntags eingeführt. Die Wagen der Linie 1 verkehrten alle fünf, die der Linie 2 alle zehn Minuten.
Am 16. Dezember 1912 ging die 5,7 Kilometer lange Linie vom Tuchplatz durch die Färbergasse und die Adlergasse und den Viadukt nach Oberhanichen in Betrieb. Sie weist bis zu sieben Prozent Steigung auf. Die Konzession für diese Linie wurde nachträglich am 16. Februar 1915 erteilt.
Am 1. November 1932 wurde die kurze Verbindung vom Bahnhof durch die Zittauer Straße zum Viadukt eröffnet und die Strecke durch die Adler- und Färbergasse wieder aufgegeben. Damit war nun eine durchgende Linienführung vom Volksgarten über den Bahnhof nach Oberhanichen möglich.
Am 24. Dezember 1934 verkehrten in der Stadt vier Linien:
- 1 Bahnhof (Nádraží) – Tuchplatz (Soukenné náměstí) – Volksgarten (Lidové sady)
- 2 Röchlitz (Rochlice) – Tuchplatz (Soukenné náměstí) – Rosenthal I (Růžodol I)
- 3 Oberhanichen (Horní Hanychov) – Bahnhof (Nádraží) – Tuchplatz (Soukenné náměstí) – Volksgarten (Lidové sady)
- 4 Oberrosenthal (Vápenka) – Bäckerei (Pekárny) – Bahnhof (Nádraží) – Tuchplatz (Soukenné náměstí) – Volksgarten (Lidové sady)

Nach Ende des Zweiten Weltkrieges wurden deutschsprachige Mitarbeiter aufgrund der Beneš-Dekrete entlassen und alle deutschsprachigen Beschriftungen entfernt. Als letzter verließ der Direktor Anton Schlupek 1946 die Bahn und wechselte zur SWU Verkehr GmbH in Ulm.

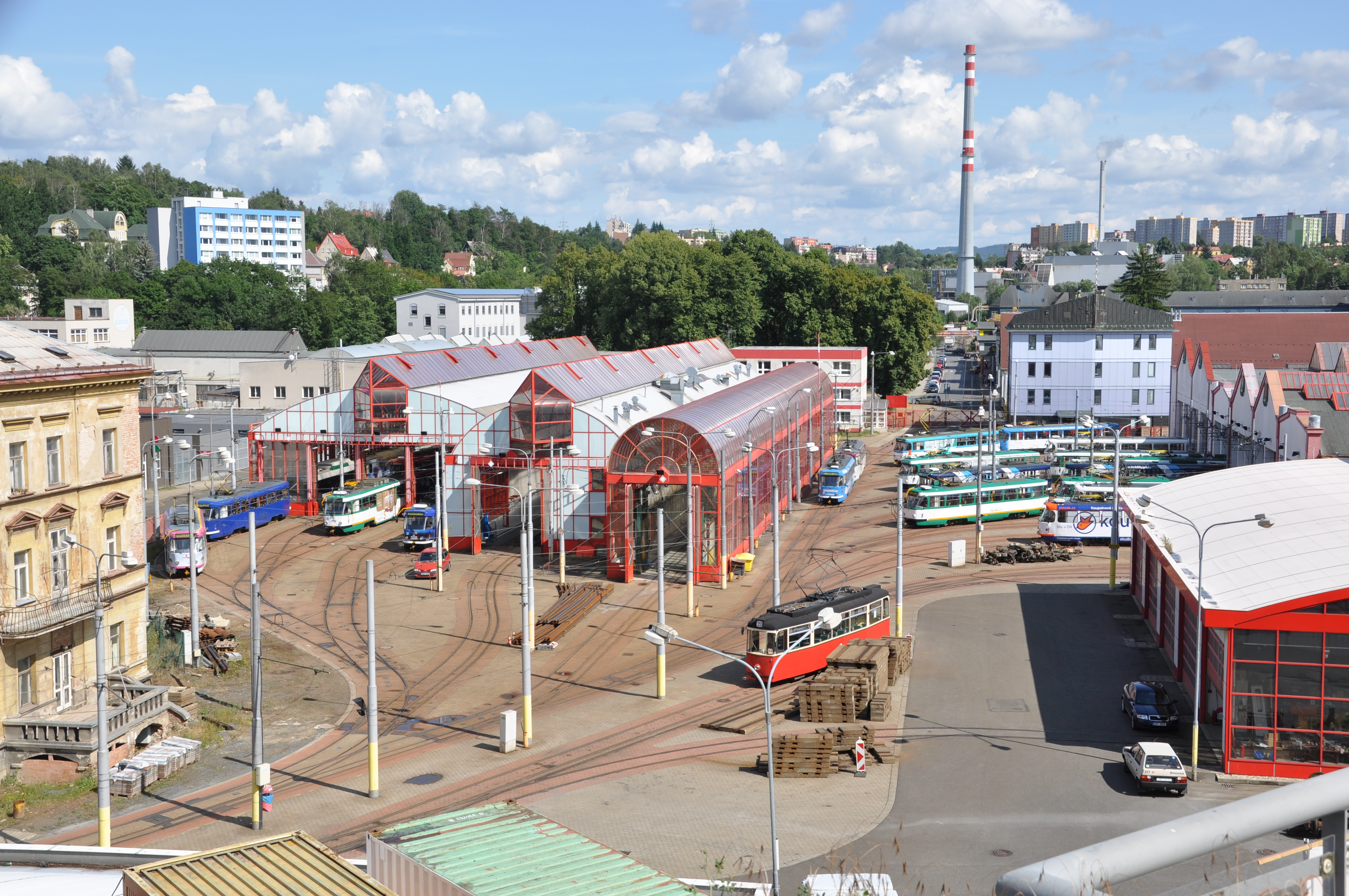
Depot Mrštíkova (2019)

Zwischen 1948 und 1960 bestanden die Verkehrsbetriebe der Städte Liberec und Jablonec nad Nisou. Zwischen den drei Städten Liberec, Vratislavice und Jablonec wurde am 26. Dezember 1956 die 12,5 Kilometer lange Überlandstraßenbahn Liberec–Jablonec nad Nisou eröffnet. In dieser Zeit wurden auch alle Endpunkte der Linien mit Wendeschleifen ausgestattet. Auf der anderen Seite war diese Periode aber auch vom Zerfall der bestehenden Substanz gekennzeichnet. So durften beispielsweise ab 1960 am Benešovo náměstí die Wagen aufgrund der Einsturzgefahr einiger Gebäude nur mit Schrittgeschwindigkeit und ohne Fahrgäste fahren. Die Passagiere legten diesen Weg zu Fuß zurück.
Zwischen dem 27. März 1972 und dem 29. Dezember 1976 wurde die Strecke nach Jablonec nad Nisou modernisiert. Damit wurde eine Verkürzung der Fahrtzeit von 39 auf 27 Minuten erreicht. Am 1. September 1990 begann die Umstellung der Gleise in der Stadt auf Regelspur. Bis 1995 wurde auf dem Abschnitt Lidové sady–Viadukt eine dritte Schiene verlegt. Am 30. August 1998 ging der erste rein regelspurige Abschnitt in Betrieb, seitdem kann der gesamte innerstädtische Straßenbahnverkehr mit Regelspurfahrzeugen abgewickelt werden. Da diese Maßnahme auf die Stadtlinien begrenzt blieb, verkehrte die Straßenbahn seitdem in der Stadt mit zwei verschiedenen Spurweiten. Die Überlandlinie blieb in Meterspur. Ende der 1990er Jahre begann man dann auch über eine Umspurung der Überlandbahn nachzudenken. In diesem Zuge sollte die Bahn auch bis zur Seilbahn in Horní Hanychov verlängert werden. Als Reaktion auf den Seilbahnunfall in Liberec ist eine Verlängerung der Seilbahn zur Endhaltestelle der Straßenbahn im Gespräch und wurde Ende April 2024 vom Stadtrat der Stadt Liberec beschlossen.
Am 18. März 2021 wurde der Betrieb der Überlandlinie und damit der meterspurige Straßenbahnverkehr für die Bauarbeiten zur Umspurung eingestellt. Die Inbetriebnahme des Abschnittes Liberec–Vratislavice in Regelspur war für November 2021 vorgesehen. Anschließend sollte die Umspurung des verbleibenden Abschnitts bis Jablonec erfolgen. Am 1. Mai 2024 wurde der regelspurige Betrieb auf der gesamten Strecke bis Jablonec aufgenommen. 2025 erhielt der Verkehrsbetrieb weitere Fördermittel aus dem EU-Strukturfond-Konzept Integrierte territoriale Investitionen (ITI) für die Sanierung der Straßenbahnlinien. Ein Teil dessen wird für eine ungefähr 700 Meter lange Streckenverlängerung weiter ins Zentrum von Jablonec hinein investiert. Der Baubeginn ist (Stand März 2025) für 2026 geplant.

### Linien
Heute sind zwei reguläre und eine historische Linie in Betrieb, wobei die Linie 2 einer verkürzten Linie 3 entspricht.
| Linie | Strecke |
| ----- | --- |
| 1     | Historische Linie: Lidové Sady – Fügnerova – Viadukt (Zwischenhaltestellen wie Linie 3) |
| 2     | Lidové Sady – Fügnerova – Viadukt – Dolní Hanychov (Zwischenhaltestellen wie Linie 3) |
| 3     | Lidové Sady – Riegrova – Botanická-ZOO – Muzeum-výstaviště – Průmyslová škola – 5. května – Šaldovo nám. – Fügnerova – Soukenné náměstí – Rybníček – Nádraží – Viadukt – Krkonošská – Staré pekárny – Vápenka – Janův Důl – Kubelíkova – Dolní Hanychov – Malodoubská – Hanychov kostel – Spáleniště – Horní Hanychov                                                                   |
| 5     | Rybníček – Soukenné náměstí – Fügnerova – Mlýnská – Textilana – U lomu – Nová Ruda – Ústav sociální péče – Pivovar (Ri. Jablonec) – Lékárna – Vratislavice kostel – Vratislavice výhybna |
| 11    | Viadukt – Nádraží – Rybníček – Soukenné náměstí – Fügnerova – Mlýnská – Textilana – U lomu – Nová Ruda – Ústav sociální péče – Pivovar (Ri. Jablonec) – Lékárna – Vratislavice kostel – Vratislavice výhybna – Kyselka (x) – Proseč, škola (x) – Proseč, pošta (x) – Proseč, výhybna (x) – Nový Svět (x) – Zelené údolí (x) – Měnírna (x) – Brandl (x) – Liberecká – Jablonec nad Nisou |

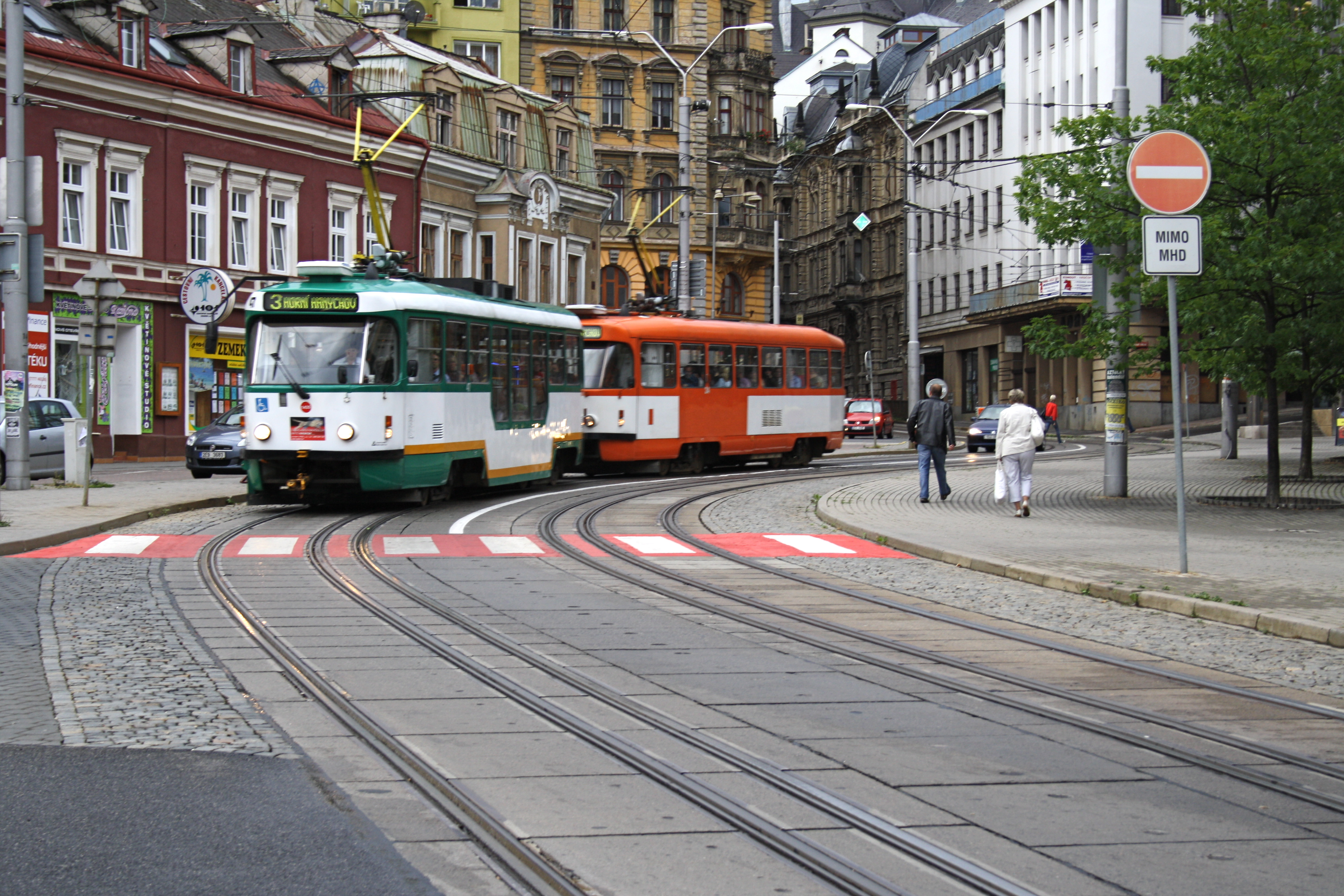
Regelspurige T3-Doppeltraktion der Linie 3 auf Dreischienengleis in der Altstadt (2009)

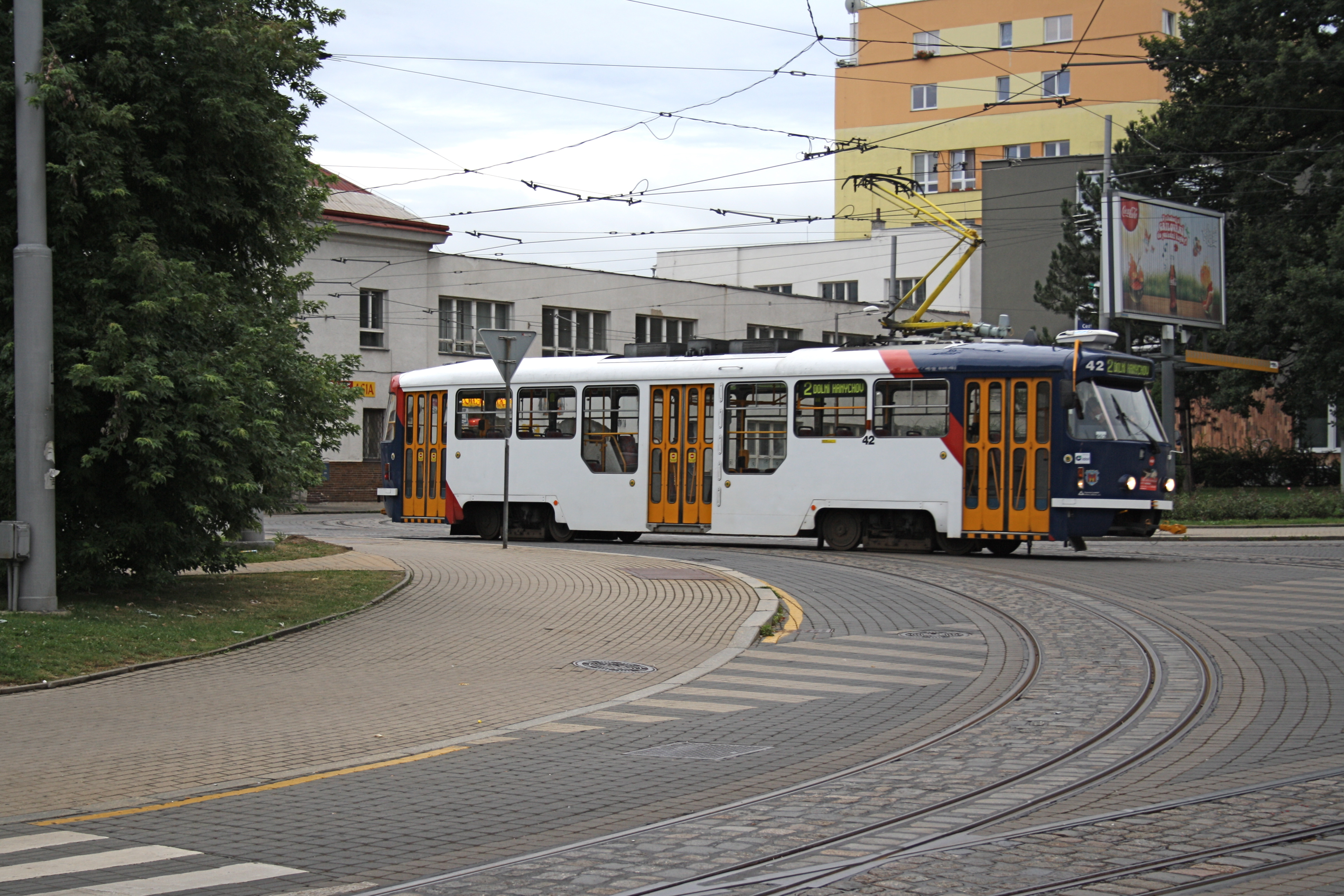
Modernisierter T3 kommt vom nahen Depot (2009)

Alle Linien sind nutzbar mit dem Euro-Neiße-Ticket für den Nahverkehr im Dreiländereck Deutschland-Polen-Tschechien.

### Geplante Regiotram Nisa
Im Jahr 2000 fiel die Entscheidung, eine Stadtbahn nach dem Vorbild des Karlsruher Modells als „Regiotram Nisa“ zu realisieren. Kernstücke in diesem Projekt waren zum einen, die zum großen Teil sehr desolate und nur eingleisig-meterspurige Straßenbahnlinie zwischen Liberec und Jablonec nad Nisou durch eine zweigleisige-regelspurige schnelle Stadtbahnstrecke zu ersetzen. Ein weiteres Ziel war, die ebenso nur eingleisige lokale Bahnverbindung Zittau ↔ Liberec ↔ Harrachov, deren Haltepunkte zum Teil in sehr bergigem Gelände einige Busstationen von den Ortskernen entfernt liegen, zweigleisig auszubauen und somit auch in die Ortszentren einzugliedern. Ein drittes Ziel im Projekt war der bessere Anschluss der Wintersportgebiete Harrachov und Jakuszyce (PL) an die großen Stadtgebiete von Liberec und des polnischen Jelenia Góra. Dazu sollte die eingleisige Bahnlinie über den Neuweltpass (Novosvětský průsmyk) zweigleisig und elektrifiziert als Regiontramstrecke wieder hergerichtet werden. In mehreren Ausbaustufen war eine Ausweitung des elektrifizierten Trameinsatzgebiets vorgesehen: Zunächst sollten die Streckenabschnitte bis Tanvald und Josefův Důl fertiggestellt werden. In späteren Abschnitten sollte das Netz bis nach Jelenia Góra (PL), Železný Brod,  Frýdlant v Čechách, Zittau (D) und in Richtung Rumburk ausgeweitet werden.  Die Investorsko inženýrská a.s. gewann im September 2003 die öffentliche Ausschreibung der Region Liberec zur Koordination des Projekts bis 2009.
Hauptaufgabe in der Koordination war die Sicherstellung einer ganzen Reihe von Aktivitäten, angefangen von der Projektleitung, über den Vorschlag eines Finanzierungsmodells, den Nachweis über die Durchführbarkeit des Projekts, die Sicherstellung der Bauinvestoren und Ingenieurtätigkeit für die Bauten und das Marketing, bis hin zur Vorbereitung des ganzen Systems. Eine Realisierung ist jedoch unter gegenwärtigen Gesichtspunkten in nächster Zeit nicht mehr zu erwarten, da dieses Vorhaben vom tschechischen Verkehrsministerium aus finanziellen Gründen in seiner Vordringlichkeit zurückgestuft wurde.

## Fahrzeuge

### Tatra T2 und T3
Der Fahrzeugbestand ist geprägt durch den Typ Tatra T3. Teilweise werden auch Gebrauchtfahrzeuge von anderen tschechischen Verkehrsbetrieben (Straßenbahn Olomouc) abgekauft. Auf diesem Weg gelangten 1996 von der Straßenbahn Ostrava nach Liberec zwei Tatra T2 mit den Baujahren 1958 und 1962. Diese sollten nur einige Jahre eingesetzt werden. Die T2 wurden in Liberec eigentlich schon 1987 nach Lieferung neuer T3 ausrangiert. Im Herbst 2018 wurden die letzten Tatra T2 (T2R) in Liberec abgestellt und vom Verkehrsbetrieb der Straßenbahn Prag erworben, um sie im eigenen Netz als historische Fahrzeuge zu verwenden – obwohl in Prag zwar T2 produziert wurden, aber nie im Planbetrieb waren. Die beiden T2 wurden 2019 zurück in ihr ursprüngliches Einsatzgebiet Ostrava gebracht und dort in den Werkstätten von Ekova Electric (Tochterunternehmen des Verkehrsbetriebs Ostrava) restauriert und instand gesetzt. Sie wurden hierbei in den ursprünglichen Zustand der 1960er Jahre zurückversetzt und mit anderen Drehgestellen für 1435 mm (statt 1000 mm) ausgestattet. Seit 2020 befinden sich die beiden T2 für Nostalgiefahrten in Prag.

### Tatra RT6S
1998 erwarb Liberec mit dem Tatra RT6S einen neuen Niederflurwagen und beabsichtigte den Erwerb von vier weiteren Fahrzeuge dieses Typs bis 2003 zur Verjüngung des Fahrzeugbestands. Die Fahrzeuge erwiesen sich als unausgereift im Betrieb, der Hersteller geriet in wirtschaftliche Probleme, konnte damit keine Mittel in eine Verbesserung des Modells investieren und auch Liberec als Stadt konnte sich wegen der Finanzlage keine Fahrzeuge leisten.

### EVO2
2012 erwarb Liberec das extra für sie entwickelte Straßenbahnfahrzeug EVO2. Liberec wollte ursprünglich sieben weitere EVO2 ordern um die geplante Strecke in den Stadtteil Rochlice bedienen zu können. Auch hier kam es wegen der Verschuldung der Stadt, veranlasst durch die Priorisierung eines Eisstadionbaus (Tip Sport Arena) und Umspurung des gesamten Straßenbahnnetzes weder zum Streckenbau noch zur Beschaffung weiterer Fahrzeuge. Stattdessen werden bereits mehrfach modernisierte und modifizierte Tatra T3 beispielsweise durch Škoda Transportation in Ostrava generalüberholt. Dies soll einen Betrieb von weiteren 15 Jahren ermöglichen. Dafür wurden in den Werkstätten der Straßenbahn Liberec neun GT6M der Straßenbahn Zwickau durch Cegelec wegen Ermangelung an eigenen hierfür geeigneten Räumlichkeiten im Jahr 2022 modernisiert.
|              | Typ      | Untertyp                 | Hersteller           | Herstellungsjahre (Gesamtmenge) | Bestand (10. August 2021) |
| ------------ | -------- | ------------------------ | -------------------- | ------------------------------- | ------------------------- |
| Tatra T3R.PV | Tatra T3 | Tatra T3SUCS             | ČKD Tatra            | 1986–1987                       | 4                         |
| Tatra T3R.PV | Tatra T3 | Tatra T3M.04 (Škoda 02T) | Škoda Transportation | 1996–1999                       | 19                        |
| Tatra T3R.PV | Tatra T3 | Tatra T3R.P              | Alstom/Cegelec       | 2003–2005                       | 5                         |
| Tatra T3R.PV | Tatra T3 | Tatra T3R.PV             | Aliance TW           | 2003–2008                       | 12                        |
| Tatra T3R.PV | Tatra T3 | Tatra T3R.PLF            | Aliance TW           | 2005–2007                       | 12                        |
| Tatra T3R.PV | Tatra T3 | Tatra T3R.SLF            | Aliance TW           | 2012–2023                       | 12                        |
| EVO2         | EVO2     | (Prototyp)               | Aliance TW           | 2012                            | 1                         |